# Phare de Seacow Head
Le phare de Seacow Head (en anglais : Seacow Head Light) est un phare actif  qui est situé à Bedeque dans le Comté de Prince (Province de l'Île-du-Prince-Édouard), au Canada.
Ce phare est géré par la Garde côtière canadienne .

## Histoire
Il a été construit en 1864. Il reposait, à l'origine sur une fondation en pierre. Il a été équipé d'une lanterne en fonte en 1902 et d'une lentille de Fresnel de 4e ordre en 1906, fournie par Barbier, Bénard et Turenne. Il a été automatisé le 12 novembre 1959 et le logement du gardien a été retiré du site.
Le phare a été déplacé en 1979 à cause de l'érosion littorale. Le phare apparaît dans plusieurs épisodes de la série télévisée canadienne Les Contes d'Avonlea.
Le nom Seacow Head a été donné en référence au morse, autrefois abondant dans les eaux avoisinantes, et n'est pas relié à la vache de mer ou autre sirénien.
Il a été reconnu édifice fédéral du patrimoine le 5 septembre 1991  par la loi sur la protection des phares patrimoniaux (en) et reconnu lieu patrimonial désigné par le ministère du Tourisme et de la Culture en 2012. Le 15 juin 2022, il est désigné phare patrimonial par le Gouvernement du Canada.

## Description
Le phare est une tour octogonale blanche à claire-voie en bois de 18 m de haut, avec galerie et lanterne rouge. Il émet, à une hauteur focale de 27 m, un feu isophase deux éclats blancs toutes les 12 secondes. Sa portée nominale est de 12 milles nautiques (environ 22 km). Il n'est pas ouvert aux visites.
Identifiant : ARLHS : CAN-453 - Amirauté : H-1046 - NGA : 8308 - CCG : 1018 .

## Caractéristique dufeu maritime
Fréquence : 12 secondes (W)
- Lumière : 2 secondes
- Obscurité : 2 secondes
- Lumière : 2 secondes
- Obscurité : 6 secondes

|          |
| Le phare |

|             |
| La lanterne |

### Lien connexe
- Liste des phares de l'Île-du-Prince-Édouard